# Salafisme
Salafisme (ook wel gespeld als salafiyyah of selefie, ook  salafibeweging) is een fundamentalistische soennitische stroming binnen de islam. Het woord is afgeleid van het Arabische woord salaf (سلف), dat "voorouders", "voorganger", "vroegere generatie" betekent.
Grote figuren in de beweging zijn: Ibn Taymiyyah, Muhammad ibn al Uthaymeen, Rabee al-Madkhali , Muqbil bin Hadi al-Wadi'i, Muhammad Nasiruddin al-Albani, en Saleh Al-Fawzan.
De aanhangers van de salafibeweging van vandaag proberen de salaf van het verleden nauwkeurig te volgen. Moslims worden bevolen door de profeet Mohammed om de Koran, de sunnah en de eerste drie generaties na hem te volgen, de Tabi'een en de Taba Tabi'een, de salafs. Zij volgen de vier grote soennitische madhhab, islamitische rechtsscholen worden ook tot de salaf gerekend.

## Beginselen
De beweging stelt geïnspireerd te zijn door de eerste drie generaties moslims uit de begintijd van de islam. Salafi's beschouwen de eerste drie generaties moslims, Mohammeds metgezellen (de Sahaba) en de twee volgende generaties, de Tabi‘in en de Taba‘ at-Tabi‘in, als leidraad voor hoe de islam moet worden betracht. Dit gaat terug op de volgende authentieke Hadith van Mohammed:

De beste mensen zijn mijn generatie, dan die hen opvolgen en daarna die hen opvolgen [dus de eerste drie generaties van moslims ongeveer 14 eeuwen geleden].

Alleen de Koran zelf, de uitspraken van de profeet Mohammed; de Hadith en de uitspraken (athaar) van de Sahaba - de metgezellen van Mohammed - worden door hen als gezaghebbend beschouwd. Daarom wordt het salafisme wel gezien als een vereenvoudigde versie van de islam, met simpele geboden en gebruiken.
De stroming is puriteins in de zin dat zij een vrij strikte naleving van de wetten uit deze periode en van de salaf voor ogen heeft. Deze salafi's passen die islamitische wetten toe door eerst een geleerde te consulteren die hen leidt naar het juiste begrip door de Koran, de Hadith en de (athaar) toe te passen. Zij verlaten daarbij de paradigma's van enkele geleerden door de tijd heen zonder isnad (betrouwbare keten van overdracht). Er wordt kritisch gedacht over Taqleed, wat het blind volgen van iemand of een meerderheid betekent. Verder is er discussie of salafi's vrij zijn van het volgen van de leerscholen of wetscholen (madhhab).
In het dagelijks leven betekent dit een zeer strenge letterlijke navolging van Koran en soenna. Iedere afwijking van hun leer zoals sjiisme, soefisme of liberale soennitische stromingen, wordt verworpen. Scheiding tussen mannen en vrouwen, kledingvoorschriften, voedingsvoorschriften, gebedsvoorschriften en economische voorschriften worden nauwkeurig nageleefd. Iedere vorm van persoonsverheerlijking is verboden en ook foto's van mensen worden om die reden vaak niet toegestaan. Het vieren van verjaardagen, seculiere feesten en participeren in democratische structuren wordt gezien als onislamitisch.
Belangrijke salafistische of wahabistische geleerden als Muhammad Nasiruddin al-Albani, Muhammad ibn al Uthaymeen, Abdul Aziz bin Baaz en Abdul Aziz Aal ash-Shaikh zijn tegen jihad wanneer dit door alleenstaande individuen gepleegd wordt. Ze vinden dat "geen enkel individu het recht heeft om de wet in eigen hand te nemen, maakt niet uit wat voor situatie het is. Zoals ook de metgezellen van Mohammed nooit zomaar een vijand gedood hebben, zelfs niet tijdens de scheldkanonnades die ze over zich heen gestort kregen in de eerste dertien jaar van Mohammeds dawa in Mekka. Evenmin hebben ze iemand gedood als vergelding toen Mohammed werd bekogeld met stenen bij Taif."
In de eenentwintigste eeuw wordt het salafisme vooral geassocieerd met het "jihadi"-salafisme van Al Qaida en gerelateerde groepen, die oproepen tot het vermoorden van burgers alsmede het afkeuren van vele moslimgroepen en -overheden, zoals de Saoedische overheid. Deze aantijgingen hebben deels te maken met de ideologische wortels die groepen als Al Qaida en de Islamitische Staat hebben in het wahabisme dat op zijn beurt gezien kan worden als een vorm van salafisme. De puristische stroming, veruit de grootste, verwerpt de praktijken van deze bewegingen, alsmede iedere politieke inmenging.

## Substromingen
In het salafisme kunnen drie substromingen worden onderscheiden.
- Puristen streven naar het leven volgens de Koran en de soenna. Zij zijn niet politiek actief, omdat zij vinden dat leiding geven aan de mensheid de taak van God is. Geweld wordt principieel verworpen, en ze zijn voornamelijk bezig met het inrichten van hun eigen leven naar de Koran en de soenna.
- Politieke salafisten komen overeen met puristen, maar verwerpen politieke deelname niet. Deze dient echter het doel een islamitische samenleving te verwezenlijken. Geweld wordt ook door hen in principe afgekeurd, tenzij ter verdediging, bijvoorbeeld tegen de Amerikaanse aanwezigheid in Irak of tegen 'onislamitische' dictators in het Midden-Oosten.
- Jihadistische salafisten stellen de (innerlijke en uiterlijke) jihad direct als tweede plicht na de sjahada. Verdediging tegen aanvallen van ongelovigen wordt gezien als een heilige plicht waarvoor een ware moslim zelfs het eigen leven ter beschikking moet stellen. In de meest radicale versie worden beledigingen tegen de islam (bijvoorbeeld spotprenten) ook als 'aanval' gezien, of is zelfs geweld om de islam te verspreiden geoorloofd.

## Wahabisme
Het wahabisme in Saoedi-Arabië wordt beschouwd als een soortgelijke stroming, hoewel salafisten (Arabisch: salafiyyoen) zichzelf nooit wahabieten zullen noemen, omdat dit duidt op persoonsverheerlijking (namelijk die van Mohammed ibn Abdul-Wahhab).
Saoedi-Arabië probeert zijn versie van de islam te exporteren middels financiële steun aan moskeeën en islamitische instellingen teneinde het eigen gezag binnen de islamitische wereld te versterken. Dit geschiedde mede naar aanleiding van de Islamitische Revolutie in Iran, waar Khomeini de Saoedi's verweet de titel 'Hoeder van de Heilige Steden' onwaardig te zijn. De Saoedi's grepen bovendien het momentum van de Iraanse Revolutie aan om op het 'sjiitisch gevaar' te wijzen, ondertussen zelf de eigen versie van de islam verspreidend over de (soennitische) islamitische wereld. Saoedisch of 'koningsgezind' salafisme propageert niet het gebruik van geweld, maar staat wel antidemocratische en antiwesterse ideeën voor.
Lange tijd hebben overheden in Europese landen de ogen gesloten voor deze opmars van het salafisme. Saoedi-Arabië was niet slechts een belangrijke handelspartner, maar ook een militaire bondgenoot. Bovendien kwam de radicale islam het Westen goed uit als een tegengewicht tegen het communisme.

## Salafisme in Nederland
In september 2007 verklaarde minister van Binnenlandse Zaken Ter Horst dat in Nederland tussen de 20.000 en 30.000 mensen mogelijk te beïnvloeden zijn door deze stroming binnen de islam. Er zijn zo'n 2500 potentiële activisten. Met name autochtone bekeerlingen en Marokkaanse jongeren zijn vatbaar voor radicalisering. Voor Turken, Bosniakken en andere hanafistische moslims geldt dit vrijwel niet, omdat salafisme en wahabisme als tegenpool van hun religieuze interpretatie worden gezien.
Sinds 2011, het begin van de burgeroorlog in Syrië, gaan sommige Nederlandse salafisten daar op jihadreis heen. Een deel ervan is bij oorlogshandelingen omgekomen.
Het aantal moskeeën en islamitische instellingen dat onder invloed staat van salafistische centra, neemt toe. Salafistische predikers roepen zeker niet op tot geweld, maar de AIVD beschouwt de salafistische stroming toch als ongewenst. De boodschap is volgens de dienst onverdraagzaam en werkt integratie tegen

## Salafisme in België
De voormalige baas van de Belgische staatsveiligheid, Alain Winants, verklaarde in 2012 dat het 'salafisme de grootste bedreiging (is) voor de Belgische democratie. Hij wees daarbij concreet naar de acties van leden van Sharia4Belgium die de openbare orde verstoorden en andersdenkenden intimideerden.
De politieke filosoof Dirk Verhofstadt schreef het boek Salafisme versus democratie waarin hij stelt dat salafistische organisaties een gevaar betekenen voor de democratie en daarom moeten verboden worden. Ook pleit hij voor het verbreken van de diplomatieke betrekkingen met Saoedi-Arabië.